# Isabel Pons
Isabel Pons Iranzo (Barcelona, 28 de janeiro de 1912 – Rio de Janeiro, 3 de junho de 2002) foi uma artista hispano-brasileira que trabalhou como gravadora, ilustradora, pintora, figurinista e professora de artes visuais.

## Carreira
Sua formação técnica em artes ocorreu na Escola Nacional de Belas Artes de San Jorge de Barcelona, onde cursou pintura e desenho, entre 1925 e 1930; e também na Escola Industrial de Sabadell. Ilustrou livros do poeta espanhol Federico García Lorca (1898-1936). Em 1941, realizou sua primeira exposição em pintura na Casa del Greco, em Barcelona.
Em 1945, muda-se para o Brasil e fixa residência na cidade do Rio de Janeiro. A partir de 1957 passa a lecionar gravura na Escola de Artes Visuais do Parque Lage. Naturalizou-se brasileira em 1958. Integra o ateliê de gravura do Museu de Arte Moderna do Rio de Janeiro em 1959.
Em 1970 participou da exposição A Gravura Brasileira, no Paço das Artes em São Paulo, ao lado de outras mulheres artistas e gravadoras como Anna Bella Geiger, Anna Letycia Quadros, Fayga Ostrower, Maria Bonomi e Vera Chaves Barcellos.

## Exposições
- 1959 5a Bienal de São Paulo, Museu de Arte Moderna de São Paulo (MAM-SP), São Paulo[4]
- 1960 9° Salão Nacional de Arte Moderna, Museu de Arte Moderna do Rio de Janeiro (MAM-Rio), Rio de Janeiro[5]
- 1961 "Contribuição da Mulher às Artes Plásticas do País", Museu de Arte Moderna de São Paulo (MAM-SP), São Paulo[6]
- 1963 7a Bienal de São Paulo, Fundação Bienal de São Paulo, São Paulo (Sala Especial Isabel Pons)[7][8]
- 1966 2a Exposição da Jovem Gravura Nacional, Museu de Arte Contemporânea da Universidade de São Paulo (MAC-USP), Pavilhão Ciccillo Matarazzo, São Paulo[9]
- 1970 A Gravura Brasileira, Paço das Artes, São Paulo[3]
- 1995 Isabel Pons - 50 Anos no Brasil, Museu de Arte Moderna do Rio de Janeiro (MAM-Rio), Rio de Janeiro[10]

## Figurinos
Produziu cenografias e figurinos para o filme "Orfeu Negro", de Marcel Camus. O filme foi ganhador do Oscar na categoria de Melhor Filme Estrangeiro, em 1956.

## Prêmios
- 1960 Segunda Bienal Interamericana do México, Cidade do México, México
- 1961 6° Bienal de São Paulo, São Paulo (Melhor Gravador Latino-americano)
- 1961 Prêmio Fiat, Bienal de Veneza, Veneza, Itália
- 1966 Prêmio Nebli Galería de Arte, Madrid, Espanha[2]

## Coleções
- Museu de Arte Moderna de Nova York (MoMA), Manhattan, Estados Unidos[11]